# ملولونغو
ملولونغو  هي بلدةٌ تقع في مقاطعة ماشاكوس بكينيا، وقُدِّر عدد سكانها بنحو 136,000 نسمة عام 2019. وهي مدينةٌ تابعة تقع بالقرب من نيروبي على طول طريق نيروبي السريع، وهي جزءٌ من منطقة نيروبي الحضرية.